# 사랑을 외쳐
〈사랑을 외쳐〉(일본어: 愛を叫べ 아이오사케베[*])는 아라시의 47번째 싱글이다.

## 개요
전작 〈푸른 하늘 아래, 너의 옆〉으로부터 약 4개월 만의 싱글이다.

## 수록곡

### 초회 한정반
CD
1. 愛を叫べ / 사랑을 외쳐
작사·작곡: 100+ / 편곡: 100+, 사사키 히로후미
2. ユメニカケル / 꿈에 걸다
작사: 후루카와 타카히로, 오가와 타카시, John World / 작곡: 후루카와 타카히로 / 편곡: ha-j
3. Mr. Lonely
작사: Pink Wolf, Trevor Ingram / 작곡: Trevor Ingram, Kanata Okajima, Stephen Rudden / 편곡: Trevor Ingram, A.K.Janeway
4. 愛を叫べ （オリジナル・カラオケ）
5. Mr. Lonely （オリジナル・カラオケ）

DVD
1. 〈愛を叫べ〉 (비디오 클립+메이킹)
2. 〈“사랑을 외치고 싶어진다” 안무 비디오〉
3. JAL 특별 도장기 피로연회

### 통상반
1. 愛を叫べ / 사랑을 외쳐
2. It's good to be bad
작사: Shigeo, eltvo / 작곡: Didrik Thott, Octobar / 편곡: Octobar
3. ユメニカケル / 꿈에 걸다
4. I say
작사: 미우라 토모카즈 / 작곡: sk-etch, BERT, ROLF / 편곡: sk-etch
5. 愛を叫べ （オリジナル・カラオケ）
6. It's good to be bad （オリジナル・カラオケ）
7. ユメニカケル （オリジナル・カラオケ）
8. I say （オリジナル・カラオケ）